# Prevalencia

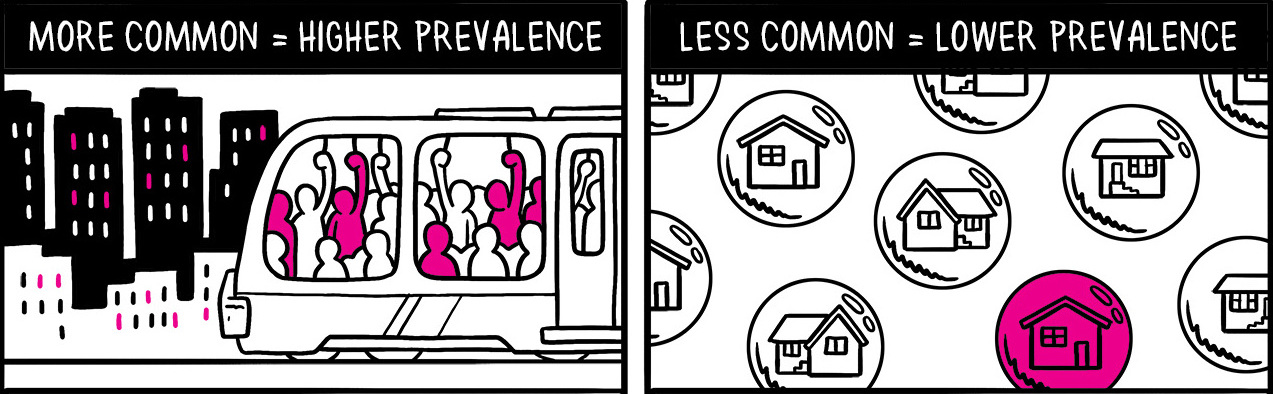
Una descripción de prevalencia: Más en común, más prevalencia / menos en común, más baja prevalencia.

En epidemiología, se denomina prevalencia a la proporción de individuos de un grupo o una población (en medicina, persona) que presentan una característica o evento determinado (en medicina, enfermedades). Por lo general, se expresa como una fracción, un porcentaje o un número de casos por cada  10 000 o 100.000 personas.
Podemos distinguir dos tipos de prevalencia: puntual y de periodo.
- Prevalencia puntual: cuántas personas de un grupo definido están enfermas en un determinado momento. Ejemplo hipotético: 1% de los empleados están enfermos esta semana.
- Prevalencia de periodo: la proporción de personas que están o estarán enfermas en algún momento. Ejemplo hipotético: 10% de los habitantes de este pueblo tendrá un resfriado en algún momento durante su vida.

Es un parámetro útil porque permite describir un fenómeno de salud, identificar la frecuencia poblacional del mismo y generar hipótesis explicatorias. La utilizan normalmente los epidemiólogos, las personas encargadas de la política sanitaria, las agencias de seguros y en diferentes ámbitos de la salud pública.

## Fórmula
La prevalencia de una enfermedad se calcula dividiendo el número total de los individuos que presentan un atributo o enfermedad en un momento o durante un periodo (evento),  entre la población en ese punto en el tiempo o en la mitad del periodo (número de individuos). Cuantifica la proporción de personas en una población que tienen una enfermedad (o cualquier otro suceso) en un determinado momento y proporciona una estimación de la proporción de sujetos de esa población que tenga la enfermedad en ese momento.

Por ejemplo, la prevalencia de obesidad entre los adultos estadounidenses en 2001 fue estimada por los Centros para el Control de Enfermedades de los EE. UU. (CDC) en aproximadamente el 20,9%.

## Incidencia y prevalencia
La prevalencia es un término que significa estar extendido y es distinto de la incidencia . 
La prevalencia es una medida de todos los individuos (casos) afectados por la enfermedad en un momento determinado, mientras que la incidencia es una medida del número de nuevos individuos (casos) que contraen una enfermedad durante un período de tiempo particular.
La prevalencia responde a "¿Cuántas personas tienen esta enfermedad en este momento?" o "¿Cuántas personas han tenido esta enfermedad durante este período de tiempo?". La incidencia responde a "¿Cuántas personas adquirieron la enfermedad durante [un período de tiempo específico]?". Sin embargo, matemáticamente, la prevalencia es proporcional al producto de la incidencia y la duración promedio de la enfermedad. En particular, cuando la prevalencia es baja (<10%), la relación se puede expresar como:

Prevalencia = incidencia * duración

Se debe tener precaución ya que esta relación solo es aplicable cuando se cumplen las dos condiciones siguientes: 1) la prevalencia es baja y 2) la duración es constante (o se puede tomar un promedio). Es decir, la prevalencia es un parámetro útil cuando se habla de enfermedades duraderas, como el VIH, pero la incidencia es más útil cuando se habla de enfermedades de corta duración, como la varicela .

## Características de la prevalencia
1. Es una proporción. Por lo tanto, no tiene dimensiones y su valor oscila entre 0 y 1, aunque a veces se expresa como porcentaje, por miles o por un potencia de 10 adecuada según en caso.[3]
2. Es un indicador estático, que se refiere a un momento temporal.
3. La prevalencia indica el peso o la abundancia del evento que soporta una población susceptible, teniendo su mayor utilidad en los estudios de planificación de servicios sanitarios.
4. En la prevalencia influye la velocidad de aparición del evento y su duración. Por ello es poco útil en la investigación causal y de medidas terapéuticas.
5. La prevalencia no debe confundirse con la incidencia. La incidencia es una medida del número de casos nuevos de una enfermedad en un período determinado. La prevalencia se refiere a todos los individuos afectados, independientemente de la fecha de contracción de la enfermedad. Es decir, que con la prevalencia puede saberse en un determinado momento cuantos enfermos hay. Una enfermedad de larga duración que se extiende ampliamente en una comunidad en 2002 tendrá una alta prevalencia en 2003 (asumiendo como duración larga un año o más), pero puede tener, sin embargo, una tasa de incidencia baja en 2003. Por el contrario, una enfermedad que se transmite fácilmente pero de duración corta, puede tener una baja prevalencia y una alta incidencia. La prevalencia es un parámetro útil cuando se trata de infecciones de larga duración, como por ejemplo el SIDA, pero la incidencia es más útil cuando se trata de infecciones de corta duración, como por ejemplo la varicela.
6. La prevalencia de una enfermedad en una población determinada influye en la eficacia real de una prueba para diagnosticar dicha enfermedad en esa población concreta. Se trata de un parámetro que, junto con los valores de sensibilidad y especificidad intrínsecos a esa prueba, permite obtener aplicando el teorema de Bayes los valores predictivos positivo y negativo, que son probabilidades de que la enfermedad esté realmente presente o no si el resultado de la prueba es positivo o negativo, respectivamente. En definitiva, se trata de que esas probabilidades de acierto por parte del test serán mayores en función no solo de la muestra sobre la que se realiza el estudio, sino también de la población de la que procede. Por ejemplo, si tratamos de detectar una enfermedad muy rara (con baja prevalencia) en una población A con una prueba de diagnóstico, la cantidad de falsos positivos que vamos a obtener va a ser mayor con respecto a los falsos positivos que obtendríamos usando esa misma prueba en otra población B donde la enfermedad es mucho más abundante (alta prevalencia), lo cual equivale a decir que en la población A la probabilidad de que una persona esté realmente enferma si la prueba da positivo es menor que en la población B.

## Seroprevalencia
Según la National Library of Medicine de EE. UU., la seroprevalencia es la manifestación general de una enfermedad o una afección dentro de una población definida en un momento dado, medida con análisis de sangre (pruebas serológicas).